# 천샤오
천샤오(Chen Xiao, 1987년 7월 5일~)는 중화인민공화국의 배우이다.

## 출연작

### 드라마
- 2012년 후난위성텔레비전 금응독파극장 《상금렵인》 - 백소군 역
- 2012년 후난위성텔레비전 금응독파극장 《육정전기》 - 고담 역
- 2013년 저장 위성 텔레비전 중국람극장 《왕의 여인》 - 나풍 역
- 2015년 후난위성텔레비전 찬석독파극장 《대한정연지운중가》- 유순 역
- 2016년 안후이 위성 텔레비전 해돈제일극장 《강호협객 : 오서요동경》 - 백옥당 역
- 2017년 저장 위성 텔레비전 중국람극장 《우견애정적리선생》 - 이요남 역
- 2017년 CCTV-1 제일특약극장 《대진제국 3》 - 미염 역
- 2017년 아이치이 웹드라마 《운전지상》 - 당비 역
- 2017년 장쑤 위성 텔레비전 행복극장 《홍장미》 - 초군호 역
- 2017년 동방 위성 텔레비전 동방극장 《꽃 피던 그해 달빛》 - 심성이 역
- 2019년 저장 위성 텔레비전 중국람극장 《육전지왕》 - 장능량 역
- 2019년 저장 위성 텔레비전 중국람극장 《일장우견애정적여행》 - 진샤오틴 역
- 2019년 아이치이 웹드라마 《독고황후》 - 수 문제 역
- 2020년 베이징 텔레비전 품질극장 《료불기적아과의생》 - 동지앙 역
- 2021년 후난위성텔레비전 금응독파극장 《백련성강》 - 취추바이 역
- 2021년 동방 위성 텔레비전 동방극장 《돌위》- 진샤오충 역
- 2022년 후난위성텔레비전 금응독파극장 《호호설화》 - 양광 역
- 2022년 유쿠 웹드라마 《빙우화: 마약 전쟁》 - 오진봉 역
- 2022년 텐센트 웹드라마 《몽화록》 - 고천범 역
- 2023년 아이치이 웹드라마 《진봉십삼재》  - 루싱즈 역
- 2023년 아이치이 웹드라마 《운양전》 - 운양 역
- 2023년 동방 위성 텔레비전 동방극장 《무여륜비적미려》 - 쉬야오 역